# Branislav Kačina
Branislav Kačina (* 1. Juli 1970) ist ein slowakischer Skibergsteiger und ehemaliges Mitglied im Nationalkader der Slovenská skialpinistická asociácia (SSA).
Bei der Weltmeisterschaft im Skibergsteigen 2004 erreichte er im Staffelwettbewerb und bei der Europameisterschaft im Skibergsteigen 2005 jeweils gemeinsam mit Miroslav Leitner, Milan Madaj und Peter Svätojánsky den fünften Platz.
| Personendaten    | Personendaten               |
| ---------------- | --------------------------- |
| NAME             | Kačina, Branislav           |
| KURZBESCHREIBUNG | slowakischer Skibergsteiger |
| GEBURTSDATUM     | 1. Juli 1970                |